# ماریوش کوتوفسکی
ماریوش کوتوفسکی (لهستانی: Mariusz Kotowski؛ زادهٔ ۱ ژانویهٔ ۱۹۶۷) یک نویسنده و کارگردان فیلم است. وی از سال ۲۰۰۴ میلادی تاکنون مشغول فعالیت بوده‌است.
از فیلم‌ها یا مجموعه‌های تلویزیونی که وی در آن‌ها نقش داشته‌است می‌توان به عمیق‌تر و عمیق‌تر اشاره نمود.